# 黑色大丽花 (电影)
《黑色大丽花》（英語：Black Dahlia）是一部2006年直接发行DVD的電影，由尤利·隆美尔執導。

## 剧情
一名年轻的菜鸟警察和他的团队调查了几具像黑色大丽花一样被肢解的女尸。

## 发行
在美國，獅門影業於2006年10月10日直接以家庭錄影形式發行了這部電影。
在意大利，該片由Cecchi Gori Home Video於2008年5月27日以DVD形式發行。